# Werelderfgoedcomité
Het Werelderfgoedcomité is door UNESCO en de 191 landen die de Werelderfgoedconventie ondertekenden en ratificeerden gemachtigd om de werelderfgoedlijst te beheren. Op de werelderfgoedlijst staat het cultureel en natuurerfgoed dat voldoet aan vooraf vastgelegde criteria, door een deelnemend land als voorstel was ingediend en door de commissie in een van haar jaarlijkse zittingen of sessies uitgeroepen om deel uit te maken van het werelderfgoed. Daarnaast bewaakt de commissie de correcte toepassing van de Werelderfgoedconventie bij de betrokken landen en in de betrokken erfgoedsites en beheert ze eveneens de financiële middelen van het werelderfgoedfonds, samengebracht uit bijdragen van de deelnemende landen.

## Samenstelling
Het comité bestaat uit 21 vertegenwoordigers afgevaardigd door hun respectievelijke staten. Een rotatie zorgt ervoor dat afwisselend vertegenwoordigers van elk van de staten die zich verbonden hebben aan de conventie, afgevaardigd kunnen worden. Staten dienen comitéleden naar voor te schuiven die over specifieke en liefst complementaire competenties beschikken om oordeelkundig over cultureel en/of natuurpatrimonium te kunnen oordelen. Een comitélid zetelt vier jaar, waarna een andere, nieuwe kandidaat van een ander land een plaats in het comité kan opnemen.

## Werking

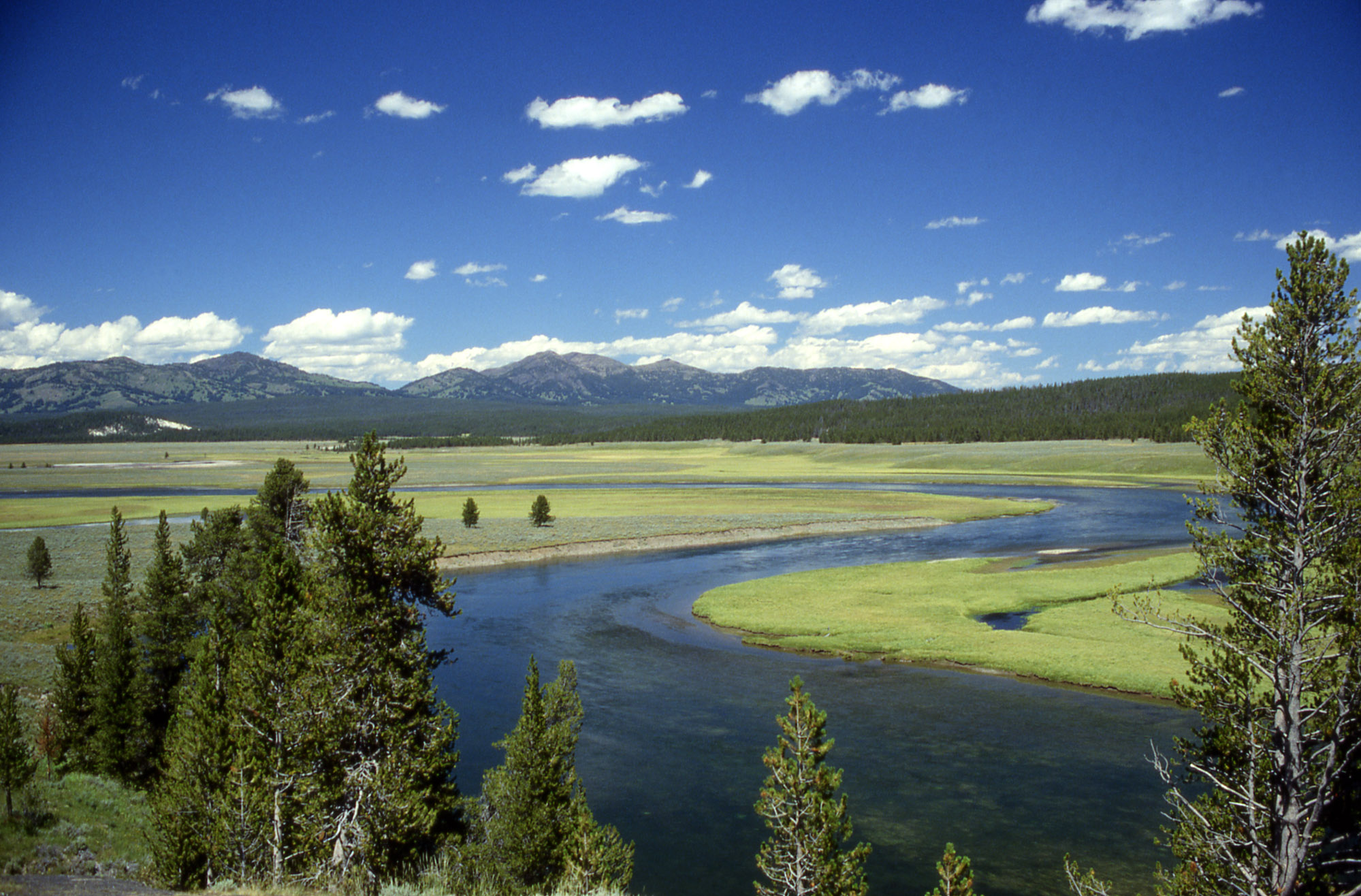
Yellowstone, een van de monumenten op de eerste Werelderfgoedlijst in 1978

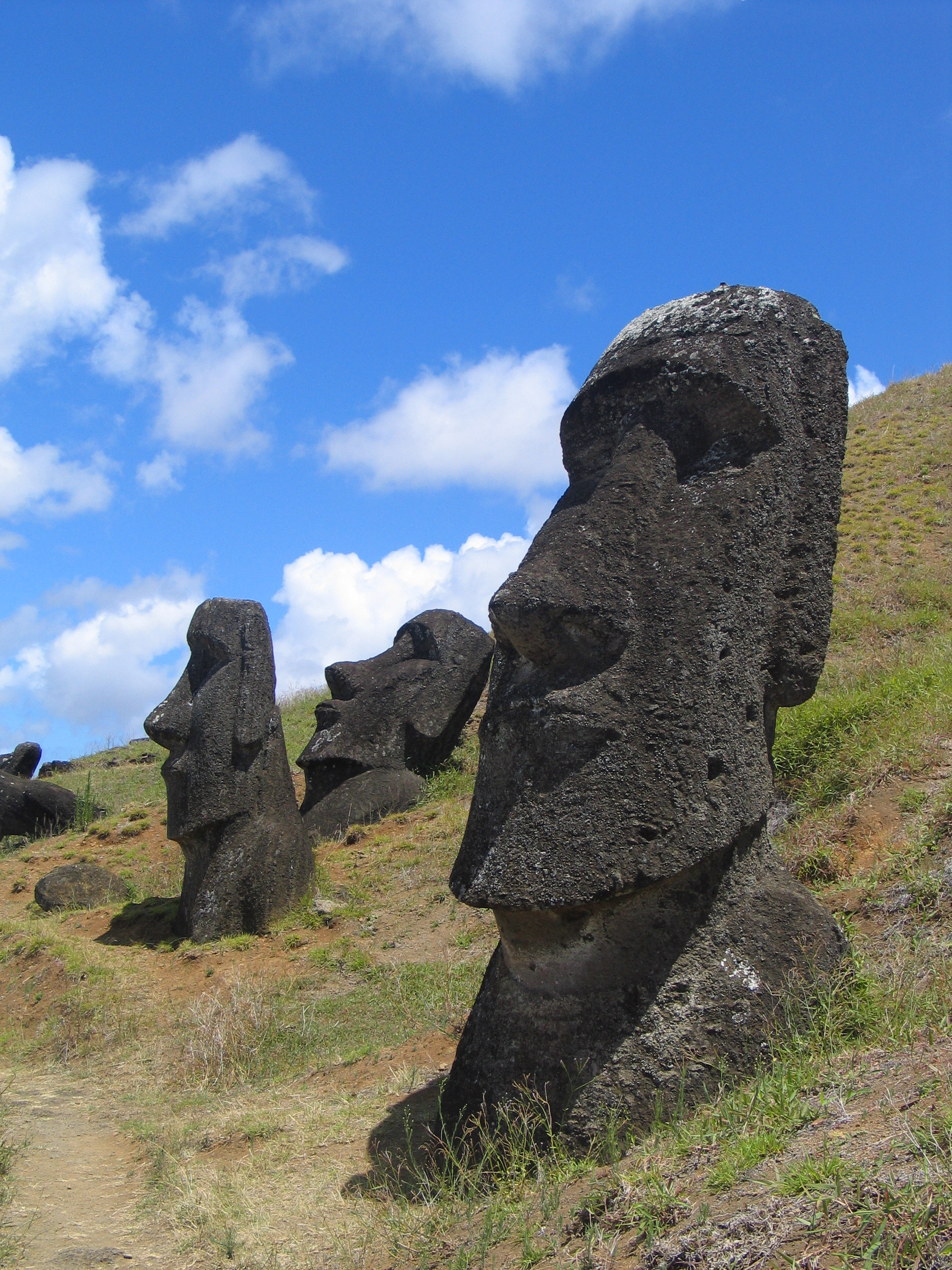
Paaseiland staat sinds 1995 op de werelderfgoedlijst van UNESCO. Het eiland voldoet aan de criteria I, III en V

Een kandidaat patrimonium voor het werelderfgoed dient door een deelnemend land ingediend te worden.
De eerste stap bij deze indiening is dan voor het betrokken land het monument toe te voegen op de Voorlopige lijst van het land. Dit is een inventarisatie van alle belangrijke monumenten die het land de komende jaren van plan is te nomineren. Deze lijst laat de commissie toe grensoverschrijdend te werken en potentiële erfgoedsites over de landsgrenzen heen met mekaar te verbinden op basis van gemeenschappelijke criteria, motivatie en themata.
Vervolgens stelt het land een nominatiedossier samen met zo veel mogelijk informatie over het monument dat het als eerste wil laten inschrijven. Dit dossier moet onder andere gedetailleerde beschrijvingen bevatten van de unieke waarde van dit monument (bijvoorbeeld in vergelijking met soortgelijke monumenten elders in de wereld) en plannen die aantonen hoe het behoud van het monument is ingericht.
Dit dossier wordt ingezonden naar het ondersteunend bureau van het Werelderfgoedcomité. Als deze het dossier compleet genoeg acht, wordt het ter beoordeling voorgelegd aan twee adviesorganen: voor de culturele erfgoederen de International Council on Monuments and Sites, gekend als ICOMOS, en voor de natuurlijke het International Union for Conservation of Nature and Natural Resources, beter bekend als het IUCN. In het comité zit ook een vertegenwoordiger van het International Centre for the Study of the Preservation and the Restoration of the Cultural Property (ICCROM) met een adviserende bevoegdheid.
Sinds 2005 is er één set van 10 criteria, waarvan – naast het element van bijzondere universele waarde – aan minimaal één moet worden voldaan. Deze criteria worden als volgt gecodeerd en geformuleerd:
- I. het vertegenwoordigt een meesterwerk van een creatief menselijk genie
- II. het stelt een belangrijke interactie van menselijke waarden tentoon, gedurende een tijdspanne of binnen een cultureel gedeelte van de wereld, voor ontwikkelingen in architectuur of technologie, monumentale kunsten, stadsontwerp of landschapsinrichting
- III. het draagt een unieke of op zijn minste een exceptionele getuigenis van een culturele traditie of een samenleving, welke nog voortleeft of is verdwenen
- IV. het is een bijzonder voorbeeld van een type gebouw of architectonische of technologische samenstelling van een landschap, welke significante stappen in de menselijke geschiedenis voorstelt
- V. het is een bijzonder voorbeeld van een traditionele menselijke bewoning of landgebruik, welke een cultuur (of culturen) vertegenwoordigt. Bijzonder wanneer het kwetsbaar is geworden ten gevolge van onomkeerbare veranderingen
- VI. het is direct of zijdelings geassocieerd met gebeurtenissen of levende tradities, met ideeën, of geloof, met artistieke en literaire werken of bijzonder universele betekenis (de commissie beschouwt dit criterium alleen toepasbaar in bijzondere omstandigheden en alleen in verbinding met een ander cultureel of natuurlijk criterium op de lijst)
- VII. het is een voorbeeld van belangrijke stappen in de geschiedenis van de aarde
- VIII. het vertegenwoordigt lopende ecologische en biologische processen
- IX. het herbergt de belangrijkste natuurlijke onderkomens voor het behoud van globale significante biodiversiteit
- X. het is een gebied met een exceptionele natuurlijke schoonheid.

De uiteindelijke beslissing over het al dan niet opnemen van een monument op de Werelderfgoedlijst ligt bij het comité zelf. Dit comité komt één keer per jaar bijeen om, op basis van de adviesrapporten, te oordelen over de nieuwe nominaties. 
Het comité kan een werelderfgoed plaatsen op de Lijst van bedreigd werelderfgoed. Dit gebeurt wanneer een grootschalig ingrijpen van buitenaf nodig is omdat het behoud in gevaar is. Met deze status kan acuut geld vrij worden gemaakt uit het Werelderfgoedfonds en wordt er internationale attentie gevraagd voor de bedreiging. Per juni 2011 geldt dit voor 35 monumenten, bijvoorbeeld voor de Middeleeuwse monumenten in Kosovo.
Als de unieke status van een werelderfgoed verdwijnt, kan het door het comité helemaal van de Werelderfgoedlijst worden verwijderd. Dit gebeurde een eerste maal in 2007 met het Beschermd gebied van de Arabische Oryx in Oman, en werd eveneens in 2009 uitgevoerd voor het Elbedal bij Dresden in Duitsland.

## Jaarlijkse bijeenkomsten
Een overzicht van de jaarlijkse bijeenkomsten van het Werelderfgoedcomité, waar wordt besloten over nieuwe nominaties en richtlijnen. Naast deze sessies is er eveneens een jaarlijkse voorbereidende vergadering van het bureau van het comité en tussentijdse vergaderingen van werkgroepen en comité.
De echte sessievergadering vindt plaats in steden over heel de wereld.  Met de uitzondering van de sessies die doorgaan in het UNESCO-hoofdkwartier in Parijs, mogen enkel de staten die deel uitmaken van het comité op het moment van de voorstelling van een volgende locatie en nog deel uitmaken van de comité wanneer de sessie in deze locatie zou doorgaan, het comité uitnodigen een sessie in een stad van het betrokken land te houden. Het is steeds de commissie zelf die beslist op welke uitnodigingen ze ingaat.
| Sessie     | Jaar      | Gaststad/land                |
| ---------- | --------- | ---------------------------- |
| 1e sessie  | 1977      | Parijs                       |
| 2e sessie  | 1978      | Washington D.C.              |
| 3e sessie  | 1979      | Caïro en Luxor               |
| 4e sessie  | 1980      | Parijs                       |
| 5e sessie  | 1981      | Sydney                       |
| 6e sessie  | 1982      | Parijs                       |
| 7e sessie  | 1983      | Firenze                      |
| 8e sessie  | 1984      | Buenos Aires                 |
| 9e sessie  | 1985      | Parijs                       |
| 10e sessie | 1986      | Parijs                       |
| 11e sessie | 1987      | Parijs                       |
| 12e sessie | 1988      | Brasilia                     |
| 13e sessie | 1989      | Parijs                       |
| 14e sessie | 1990      | Banff                        |
| 15e sessie | 1991      | Carthago                     |
| 16e sessie | 1992      | Santa Fe                     |
| 17e sessie | 1993      | Cartagena                    |
| 18e sessie | 1994      | Phuket                       |
| 19e sessie | 1995      | Berlijn                      |
| 20e sessie | 1996      | Mérida                       |
| 21e sessie | 1997      | Napels                       |
| 22e sessie | 1998      | Kioto                        |
| 23e sessie | 1999      | Marrakesh                    |
| 24e sessie | 2000      | Cairns                       |
| 25e sessie | 2001      | Helsinki                     |
| 26e sessie | 2002      | Boedapest                    |
| 27e sessie | 2003      | Parijs                       |
| 28e sessie | 2004      | Suzhou                       |
| 29e sessie | 2005      | Durban                       |
| 30e sessie | 2006      | Vilnius                      |
| 31e sessie | 2007      | Christchurch                 |
| 32e sessie | 2008      | Quebec                       |
| 33e sessie | 2009      | Sevilla                      |
| 34e sessie | 2010      | Brasilia                     |
| 35e sessie | 2011      | Parijs                       |
| 36e sessie | 2012      | Sint-Petersburg              |
| 37e sessie | 2013      | Phnom Penh                   |
| 38e sessie | 2014      | Doha                         |
| 39e sessie | 2015      | Bonn                         |
| 40e sessie | 2016      | Istanboel                    |
| 41e sessie | 2017      | Krakau                       |
| 42e sessie | 2018      | Manamah                      |
| 43e sessie | 2019      | Bakoe                        |
| 44e sessie | 2020-2021 | Fuzhou                       |
| 45e sessie | 2022-2023 | Oorspronkelijk: Kazan Riyad  |
| 46e sessie | 2024      | New Delhi                    |
| 47e sessie | 2025      | Oorspronkelijk: Sofia Parijs |
| 48e sessie | 2026      | Busan                        |

- Bibsys: 2043265
- CiNii: DA09440294
- Gemeinsame Normdatei: 10357765-8
- International Standard Name Identifier: 0000 0001 1008 6483
- Library of Congress Control Number: n82008425
- Nationale bibliotheek van Australië: 36515176
- Nationale Bibliotheek van Israël: 987007298266505171
- Union List of Artist Names: 500209267
- Virtual International Authority File: 121608219

1977 · 
1978 · 
1979 · 
1980 · 
1981 · 
1982 · 
1983 · 
1984 · 
1985 · 
1986 · 
1987 · 
1988 · 
1989 · 
1990 · 
1991 · 
1992 · 
1993 · 
1994 · 
1995 · 
1996 · 
1997 · 
1998 · 
1999 · 
2000 · 
2001 · 
2002 · 
2003 · 
2004 · 
2005 · 
2006 · 
2007 · 
2008 · 
2009 · 
2010 · 
2011 · 
2012 · 
2013 · 
2014 · 
2015 · 
2016 · 
2017 · 
2018 · 
2019 · 
2020-2021 ·
2022-2023 ·
2024 ·
2025